# ویستو، کمبریج‌شر
ویستو (به انگلیسی: Wistow) یک روستا و محله مدنی در بریتانیا است که در هانتینگدونشر واقع شده‌است. ویستو ۵۲۲ نفر جمعیت دارد.